# Val de Loire TV
 (juin 2020).
Val de Loire TV (anciennement TV Tours-Val de Loire) est une chaîne de télévision locale française diffusée depuis Tours avec pour zone de diffusion l'Indre-et-Loire et le Loir-et-Cher.

## Diffusion
Val de Loire TV est diffusée en Indre-et-Loire et dans le Loir-et-Cher en TNT (canal 37) et est reprise par les principaux bouquets de télévision ADSL français via les box internet (Free : n°908, Orange : n°361, SFR : n°533; Bouygues : n°395 - ou plus simplement sur la mosaïque des TV locales sur la chaîne 30. 
Son audience (224 400 téléspectateurs ; public global (source Médiamétrie étude TV Locales sept 2023-juin2024)) — avec un taux de pénétration de 50 % sur Tours Métropole Val de Loire — en fait selon Médiamétrie, l’une des télévisions locales les plus regardées de France en part d’audience[réf. nécessaire].

## Histoire de la chaîne

### La télévision locale à Tours
En matière de télévision locale, c’est la télévision publique qui a lancé le mouvement. Le 6 juin 1990, FR3 lançait à Tours son premier décrochage local à l’échelle d’une ville, dénommé « Tours Soir », sous la forme d’un journal tout en images de cinq minutes. Une expérience réussie qui se multiplia rapidement dans le reste de la France.
La télévision privée a très vite suivi puisqu’en septembre de la même année, M6 lançait le décrochage local 6 minutes Tours, en confiant au quotidien local La Nouvelle République du Centre-Ouest le soin de produire les images. Cette expérience sera stoppée le 20 décembre 2002 sur décision de M6.
La télévision locale tourangelle s’est donc très longtemps limitée à des décrochages de cinq minutes.
Le Conseil supérieur de l'audiovisuel (CSA), souhaitant développer les télévisions locales, lança un premier appel à candidatures en novembre 1998 afin d’attribuer une fréquence à un opérateur. La procédure se solda par un échec, les deux candidats ayant postulé ne correspondant pas au cahier des charges imposé par le CSA.
Ne s’avouant pas vaincu, la haute autorité lança un nouvel appel en décembre 1999. Cette fois, un candidat fut sélectionné pour lancer une télévision locale à Tours : la société Centre Communication Touraine Télévision qui désirait lancer le projet « TV37 ». Hélas, après avoir diffusé quelques jours de mire juste avant son lancement, les émissions s’interrompirent brusquement à la suite de problèmes d’actionnariat.

### Le projet Touraine Télévision
Malgré ces deux échecs, le CSA décidait le 27 janvier 2004 de lancer un troisième appel à candidatures. Cet appel allait prendre une tournure tout à fait différente des deux précédents.
En effet, dans les deux précédents appels, le quotidien local « La Nouvelle République du Centre Ouest » (qu’on appellera dans la suite de cet article « la NR ») ne s’était jamais proposé, car il s’occupait déjà du décrochage local de M6, et surtout ses dirigeants considéraient que le contexte ne se prêtait pas à la création d’une télévision locale à Tours.
En 2004, avec l’arrivée prévue de la publicité pour la grande distribution sur les télévisions locales, la NR décidait cette fois-ci de monter un dossier pour lancer une télévision locale, forte de son expérience avec le 6 Minutes Tours et de son statut de correspondant régional pour les chaînes nationales TF1 et LCI.
Pour réussir dans son entreprise, la NR s’était entourée de plusieurs partenaires : la Caisse d’Épargne Centre-Val-de-Loire (Banque), la société Datox (Logiciels), les quotidiens La République du Centre (Orléans) et La Montagne (Clermont-Ferrand). Le capital prévu devait se diviser comme suit : 40 % pour la NR, 35 % pour la Caisse d’Épargne, 15 % pour Datox et 5 % pour La République du Centre et le groupe Centre-France qui édite le quotidien La Montagne.
Le dossier est monté par Patrice de Sarran (journaliste depuis 1975 à la Nouvelle République qui prendra plus tard la direction de la chaîne) et le tour de table dépose un dossier sur le bureau du CSA sous le nom de « Touraine Télévision ».
Le 2 décembre 2004, le CSA a procédé à l’audition des candidats. Les membres du CSA, à l’exception notable du Président de l’institution, Dominique Baudis, retenu dans un ministère par un membre du Gouvernement, auditionne, selon les règles de la loi sur l'audiovisuel, les cinq candidats à la fréquence de Tours (dont NRJ) au siège du Conseil Supérieur de l'Audiovisuel, à Paris. Outre le projet Touraine Télévision, quatre autres opérateurs avaient fait acte de candidature :
- la société Tours.TV pour le projet « T.4 » ;
- la société Télévision Locale de Touraine pour le projet « TV37 » ;
- la société Ouest Communication pour le projet « Télé 102 Tours » ;
- la société 7L pour le projet « 7L Tours ».

À la suite de ces auditions, le CSA décida le 18 janvier 2005 d’attribuer l’autorisation d’émettre au projet Touraine Télévision.

### Le lancement de TV Tours
Avec l’autorisation en poche, la NR commence par immatriculer la société Touraine Télévision au Registre du Commerce et des Sociétés de Tours le 29 juillet 2005. Le président de la nouvelle structure est Olivier Saint-Cricq, déjà président de la NR.
De son côté, le CSA adopte un projet de convention le 18 octobre 2005, avant que celle-ci ne soit définitivement validée le 22 novembre suivant.
Fin 2005, la NR entame des travaux dans son siège du 232 avenue de Grammont à Tours. Le journal libère 600 m² de surface pour laisser place à TV Tours, dans un espace vitré ouvert sur l’extérieur.
800 000 euros sont investis en matériel, 600 000 euros en locaux, et 1 500 000 euros sont dégagés pour le fonctionnement. Dix kilomètres de câbles sont tirés pour effectuer les divers raccordements techniques, dont notamment les liaisons entre le plateau (qui couvre de 180 m² repartis en trois espaces de tournage) et la régie finale[réf. nécessaire].
Du côté du personnel, une vingtaine de femmes et d’hommes sont recrutés dont six journalistes reporters d’images (JRI), un réalisateur, un infographiste monteur, le tout dirigé par Patrice de Sarran.
À la mi-février, l’émetteur de Chissay dans le Loir-et-Cher est mis en service, avec une mire. Le 6 mars suivant un clip vidéo tournant en boucle est lancé, avec des interventions de Tourangeaux pris au hasard dans la rue annonçant que TV Tours sera lancée le 24 mars, et qu’elle diffusera 24 heures par jour. Les interventions alternent également avec des vues aériennes de Tours.
Parallèlement à la mise en service de l'émetteur, alors que les travaux au siège sont en voie d’achèvement, les personnels s’entraînent avec leur matériel tout neuf. Les JRI font des reportages en ville, tandis que les journalistes et les techniciens de la régie et des plateaux font leurs derniers ajustements. Des débats avec Jean Germain (ex-Maire de Tours) et Renaud Donnedieu de Vabres (ex-Ministre de la Culture) sont pré-enregistrées.

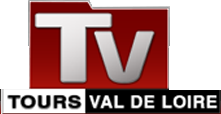
Ancien logo de la chaîne.

Le lancement de la chaîne se fait le vendredi 24 mars 2006 à 18h30. Après une minute d'écran noir, les premières images arrivent enfin, avec le générique du journal de la chaîne. C'est Michel Denisot qui ouvre l'antenne, en souhaitant que TV Tours connaisse la même réussite que France 3 ou Canal+, chaînes dont il avait précédemment accompagné le lancement. L'animateur de Canal+ laisse la place à l'animatrice Claire Gressieux, qui présente alors le tout premier journal de TV Tours. Le journal durera 20 minutes, avec des reportages et une interview de Philippe Levrier, membre du CSA.

### 2007-2023: de la TV de Tours à la chaîne de l'Indre-et-Loire et du Loir-et-Cher
Dès 2007, TV Tours élargit sa ligne éditoriale et commence à couvrir l'actualité de la Touraine, et du département voisin dépourvu de chaîne locale : le Loir-et-Cher. Début 2011, la couverture éditoriale du Loir-et-Cher se renforce. Un élargissement perceptible via le changement d'identité de la chaîne qui devient TV Tours-Val de Loire. Depuis 2016, la chaîne locale émet en HD.
TV Tours-Val de Loire a fêté en mars 2021 ses 15 ans dans des émissions spéciales réunissant l'équipe et tous ceux qui font l'actu de la Touraine et du Loir-et-Cher, autour des parrains de la chaîne Michel Denisot et Les Bodin's.
Depuis janvier 2022 la chaîne est dirigée par Emilie Tardif, également responsable de la production audiovisuelle du Groupe Nouvelle République. A son actif, la création et l'animation de plusieurs formats de la chaîne : « TILT », talk-show quotidien d’actualité désormais présenté par Lucas Chopin, ou le célèbre jeu TV local « Qui Veut Gagner des Rillons ».

### Le buzz «Qui Veut Gagner des Rillons» (2022)
Lancé en Septembre 2021, le jeu humoristique qui se présente comme « le premier jeu TV 100% local » joue sur les codes traditionnels du format quiz TV (candidats anonymes, questions à choix multiples, buzzers et paniers garnis à gagner).
Le 27 avril 2022, le programme est repéré par le chroniqueur média de l'émission « C à Vous » sur France 5 : Bertrand Chameroy, qui en tire une chronique humoristique. La séquence déclenche l'hilarité en plateau. Il s'ensuit un buzz important pour le petit jeu local : l'équipe de TV Tours-Val de Loire répond le lendemain par une vidéo pleine d'humour sur internet, reprise dans C à vous le soir même. Bertrand Chameroy et le journaliste Patrick Cohen décident de participer au jeu sur TV Tours-Val de Loire.
Le 9 mai, c'est au tour de Mikka, chroniqueur média dans la matinale de Fun Radio animée par Bruno Guillon de faire découvrir le jeu plein de bonne humeur aux auditeurs.

### Le changement de nom en Val de Loire TV (2025)[13]
Le 24 mars 2025, jour du 19e anniversaire de la chaîne, TV Tours-Val de Loire devient officiellement Val de Loire TV. Ce changement de nom marque une étape clé dans l’histoire de la chaîne, affirmant avec plus de justesse son ancrage territorial et son engagement éditorial au service des habitants de l’Indre-et-Loire et du Loir-et-Cher. Ce nouveau nom, plus court, met le focus sur ce qui les rassemble : la Loire, fleuve emblématique qui a façonné l'histoire, le patrimoine et l'identité des 2 départements de Val de Loire TV.

## Organisation

### Dirigeants
- Président : Olivier Saint-Cricq (président du Groupe Nouvelle République)
- Directrice générale déléguée : Emilie Tardif
- Rédacteur en chef : Mikaël Texier

### Actionnaire
- Groupe NRCO : 100 %